# Гылыбово (Пловдивская область)
Гылыбово (болг. Гълъбово) — село в Болгарии. Находится в Пловдивской области, входит в общину Куклен. Население составляет 201 человек.

## Политическая ситуация
Кмет (мэр) общины Куклен — Димитр Крыстев Сотиров (инициативный комитет) по результатам выборов.